# What's the Frequency, Kenneth?
«What's the Frequency, Kenneth?» és el vint-i-sisè senzill de la banda estatunidenca R.E.M., el primer extret de l'àlbum Monster, el 5 de setembre de 1994 per Warner Bros. Records.

## Producció
El títol fa referència a un incident produït a Nova York a l'octubre de 1986 on el periodista estatunidenc Dan Rather va ser atacat per dos agressors desconeguts mentre repetien aquesta frase.
La lletra tracta sobre el fenomen de la Generació X en els mitjans de comunicació de masses contemporanis, cantat com un crític més vell la informació del qual consisteix exclusivament en productes mediàtics. El protagonista intenta entendre què motiva la generació més jove. La cançó es va enregistrar en els Kingsway Studio de Nova Orleans junt a altres cançons de l'àlbum a la tardor de 1993.
Posteriorment va ser inclosa en diverses compilacions com In Time: The Best of R.E.M. 1988–2003 (2003) i Part Lies, Part Heart, Part Truth, Part Garbage 1982–2011 (2011), de fet l'única cançó de l'àlbum que va ser inclosa en compilacions de la banda. Una versió en directe també es va incloure en R.E.M. Live (2007).
El videoclip es va enregistrar a Hollywood l'agost de 1994, dirigit per Peter Care, que ja havia treballat amb la banda anteriorment en altres videoclips. El DVD compilatori In View: The Best of R.E.M. 1988–2003 va incloure el videoclip.
La cançó va arribar al capdamunt de la llista estatunidenca de rock alternatiu i va ser certificada amb un disc de plata al Regne Unit l'any 2023 després de superar les 200.000 unitats venudes.

## Llista de cançons
Totes les cançons foren escrites i compostes per Bill Berry, Michael Stipe, Peter Buck i Mike Mills, excepte les indicades. 
| 1.            | «What's the Frequency, Kenneth?»                | 3:59 |
| 2.            | «What's the Frequency, Kenneth?» (instrumental) | 3:59 |
| Durada total: | Durada total:                                   | 7:58 |

| 1.            | «What's the Frequency, Kenneth?»   | 3:59  |
| 2.            | «Monty's Got a Raw Deal» (directe) | 4:22  |
| 3.            | «Everybody Hurts» (directe)        | 5:41  |
| 4.            | «Man on the Moon» (directe)        | 5:24  |
| Durada total: | Durada total:                      | 19:26 |

| 1.            | «What's the Frequency, Kenneth?» (versió ràdio) | 3:59 |
| 2.            | «What's the Frequency, Kenneth?» (versió K)     | 3:59 |
| Durada total: | Durada total:                                   | 7:58 |

- Les cançons en directe van ser enregistrades al 40 Watt Club d'Athens (Estats Units) el 19 de novembre de 1992.